# العلاقات السورية الكازاخستانية
العلاقات السورية الكازاخستانية هي العلاقات الثنائية التي تجمع بين سوريا وكازاخستان.

## مقارنة بين البلدين
هذه مقارنة عامة ومرجعية للدولتين:
| وجه المقارنة                                              | سوريا                    | كازاخستان                      |
| --------------------------------------------------------- | ------------------------ | ------------------------------ |
| المساحة (كم2)                                             | 185.18 ألف               | 2.72 مليون                     |
| عدد السكان (نسمة)                                         | 18.27 مليون              | 17.95 مليون                    |
| الكثافة السكانية (ن./كم²)                                 | 98.66                    | 6.6                            |
| العاصمة                                                   | دمشق                     | نور سلطان                      |
| اللغة الرسمية                                             | اللغة العربية            | اللغة القازاقية، اللغة الروسية |
| العملة                                                    | ليرة سورية               | تينغ كازاخستاني                |
| الناتج المحلي الإجمالي (بليون دولار)                      | 60.20 مليار              | 159.41 مليار                   |
| الناتج المحلي الإجمالي (تعادل القوة الشرائية) بليون دولار |                          | 439.39 مليار                   |
| الناتج المحلي الإجمالي الاسمي للفرد دولار أمريكي          |                          | 10.51 ألف                      |
| الناتج المحلي الإجمالي للفرد دولار أمريكي                 |                          | 24.23 ألف                      |
| مؤشر التنمية البشرية                                      | 0.594                    | 0.788                          |
| رمز المكالمات الدولي                                      | +963                     | +7                             |
| رمز الإنترنت                                              | .sy                      | .kz، .қаз ‏                     |
| المنطقة الزمنية                                           | ت ع م+02:00، ت ع م+03:00 | ت ع م+05:00، ت ع م+06:00       |

## منظمات دولية مشتركة
يشترك البلدان في عضوية مجموعة من المنظمات الدولية، منها:
| علم المنظمة | اسم المنظمة                               | تاريخ انضمام سوريا | تاريخ انضمام كازاخستان |
| ----------- | ----------------------------------------- | ------------------ | ---------------------- |
|             | منظمة التعاون الإسلامي                    | 1972               | ?                      |
|             | الاتحاد البريدي العالمي                   | ?                  | ?                      |
|             | يونسكو                                    | 16 نوفمبر 1946     | 22 مايو 1992           |
|             | البنك الدولي للإنشاء والتعمير             | 10 أبريل 1947      | 23 يوليو 1992          |
|             | وكالة ضمان الاستثمار متعدد الأطراف        | 14 مايو 2002       | 12 أغسطس 1993          |
|             | الاتحاد الدولي للاتصالات                  | 12 يناير 1924      | 23 فبراير 1993         |
|             | منظمة الشرطة الجنائية الدولية             | ?                  | ?                      |
|             | مؤسسة التمويل الدولية                     | 28 يونيو 1962      | 30 سبتمبر 1993         |
|             | الأمم المتحدة                             | 24 أكتوبر 1945     | 2 مارس 1992            |
|             | مؤسسة التنمية الدولية                     | 28 يونيو 1962      | 23 يوليو 1992          |
|             | منظمة حظر الأسلحة الكيميائية              | ?                  | ?                      |
|             | المركز الدولي لتسوية المنازعات الاستشارية | 24 فبراير 2006     | 21 أكتوبر 2000         |

## وصلات خارجية
- موقع وزارة الخارجية الكازاخستانية